# Cimetière militaire allemand de Courrières
Le cimetière militaire allemand de Courrières (Deutscher Soldatenfriedhof Courrières) est un  cimetière militaire de la Première Guerre mondiale situé sur le territoire de la commune de Courrières, Pas-de-Calais .

## Localisation
Ce vaste cimetière est situé au fond du cimetière communal, rue des Fusillés (à la jonction avec la rue Florent-Evrard).

## Historique
Occupée dès la fin août 1914 par les troupes allemandes, la ville  de Courrières est restée dans la zone des combats jusqu'en septembre 1918 lorsque le secteur a été repris par les troupes britanniques. Dès le début de la guerre, un hôpital militaire allemand fut installé dans la ville. Ce cimetière militaire fut créé en 1914 pour inhumer les soldats morts des suites de leurs blessures dans cet hôpital  et fut utilisé tout au long de la guerre.
En 1979, le Volksbund Deutsche Kriegsgräberfürsorge  a procédé à la conception définitive du cimetière et, en 1979, au remplacement des anciennes croix de bois provisoires par des croix en métal comportant les noms les noms et dates de ceux qui reposent ici.

## Caractéristique
Ce vaste cimetière de plan carré d'environ 200 m de côté est agrémenté de nombreux arbres. Il comporte les tombes individuelles de 2 216 soldats allemands dont 9 ne sont pas identifiés.

## Sépultures
| Pays      | Sépultures |
| --------- | ---------- |
| Allemagne | 2 216      |

## Pour approfondir